# St. Georg (Thamsbrück)

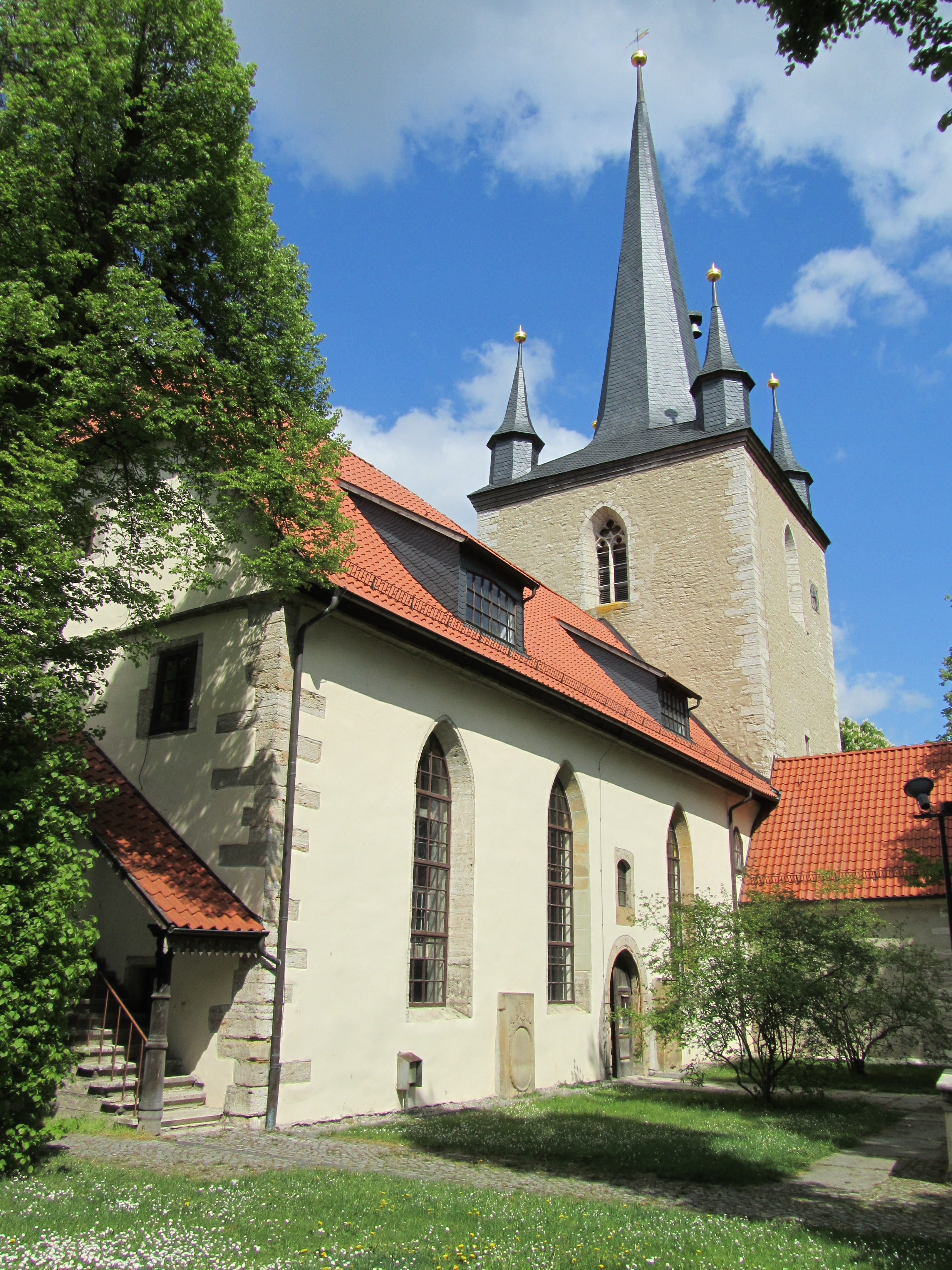
St. Georg

Die denkmalgeschützte evangelisch-lutherische Kirche St. Georg steht in der Stadt Thamsbrück, heute einem Teil der Stadt Bad Langensalza im Unstrut-Hainich-Kreis in Thüringen. Die Kirchengemeinde Thamsbrück gehört zum Pfarrbereich Bad Langensalza im Kirchenkreis Mühlhausen der Evangelischen Kirche in Mitteldeutschland.

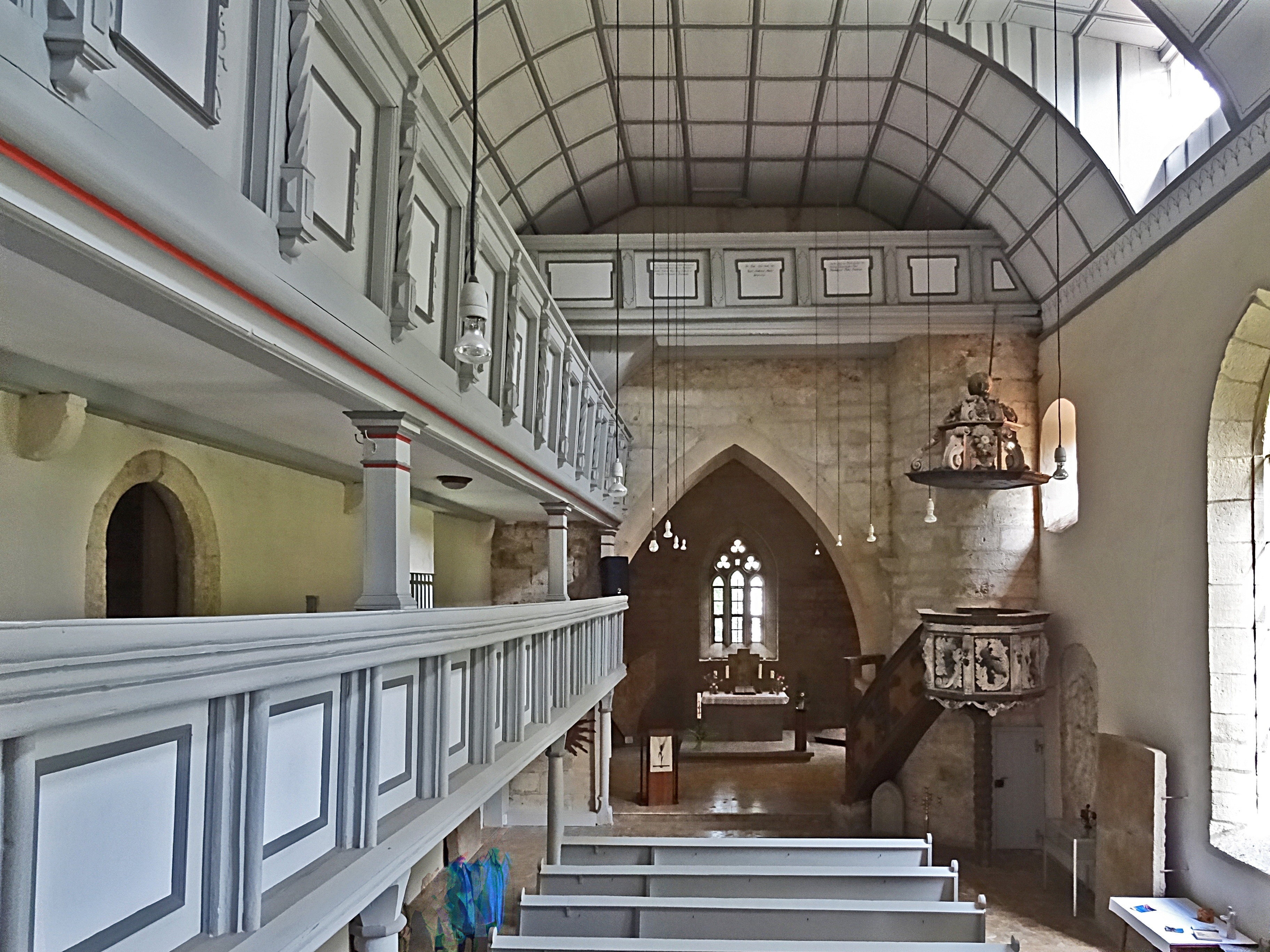
Innenansicht

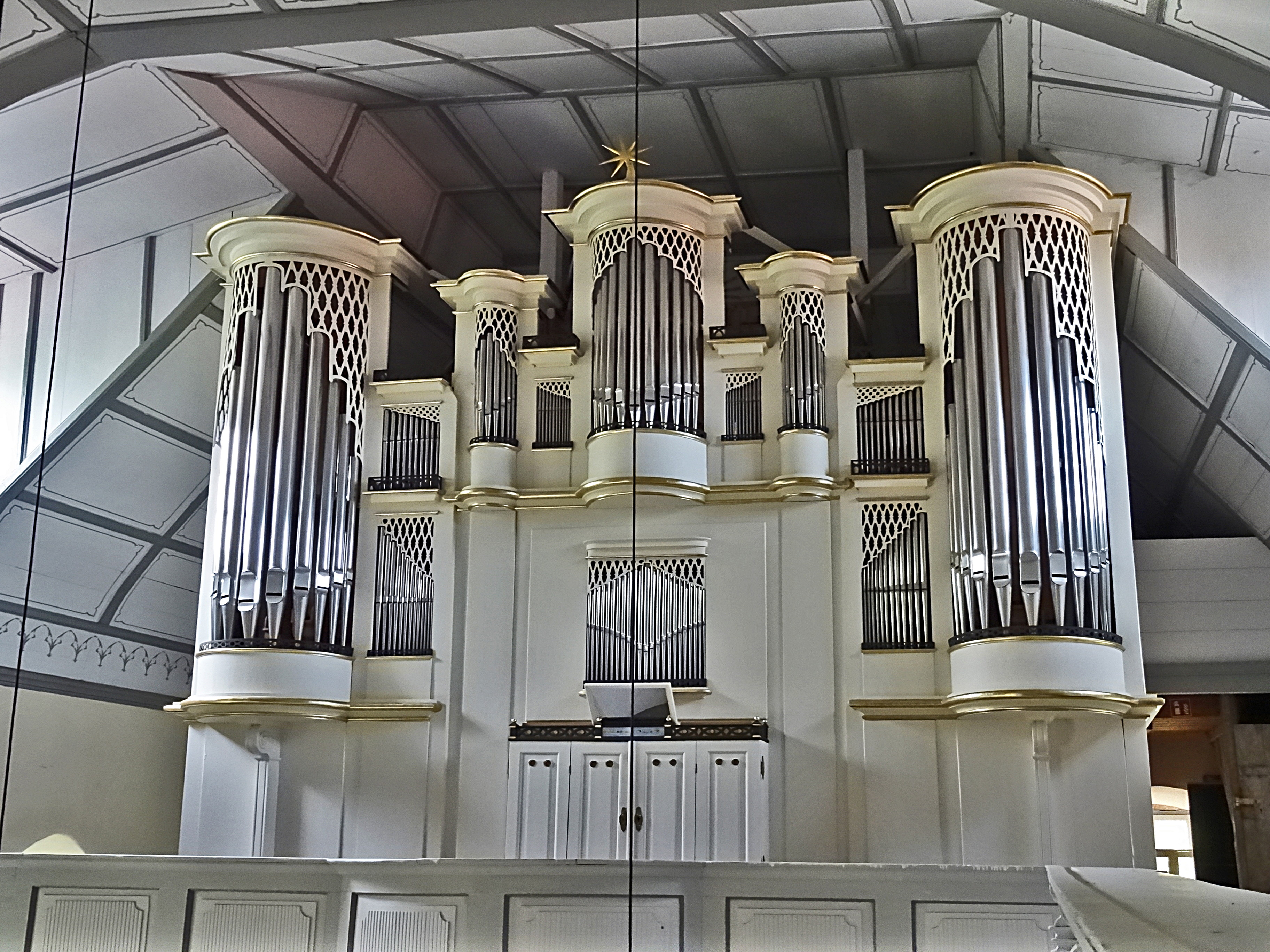
Die Orgel

## Beschreibung
Die Kirche wurde im 14. Jahrhundert erstmals urkundlich erwähnt. Das mit einem Satteldach bedeckte Langhaus wurde 1669 erneuert. Es wurde 1873 und in den 1980er Jahren renoviert. Innen hat es zweigeschossige Emporen an der Nord- und Westseite und ist mit einem hölzernen Tonnengewölbe überspannt. Der gotische Chorturm hat Maßwerkfenster und ist mit einem spitzen, achtseitigen, schiefergedeckten Helm bedeckt, der an den vier Ecken von kleinen Türmchen flankiert wird. Die Kirchenglocke wurde 1608 von Melchior Moeringk aus Erfurt gegossen. Die südlich angebaute Sakristei hat innen ein Kreuzrippengewölbe. Der Chor hat innen ebenfalls ein Kreuzrippengewölbe.
In einer spitzbogigen Wandnische stand eine Holzfigur des heiligen Georg zu Pferde aus dem 15. Jahrhundert. Die Kanzel wurde 1669 aufgestellt. Die Orgel mit 16 Registern, verteilt auf 2 Manuale und Pedal, wurde 1824 gebaut. Sie stammt vom Orgelbauer Christian Gottfried Dittus aus Großburschla.
2017/2018 wurde eine Winterkirche unter der Westempore eingerichtet, weil die Kirchengemeinde das Pfarrhaus verkauft hat.
Im Jahr 2023 beauftragte die Kirchengemeinde in Abstimmung mit dem Landeskirchenamt der Evangelischen Kirche in Mitteldeutschland den Wernigeröder Künstler Günter Grohs mit dem Entwurf der drei notverglasten Chorraumfenster. Das zentrale Fenster wurde 2024 in Zusammenarbeit mit den Glaswerkstätten F. Schneemelcher in Quedlinburg ausgeführt.